# Bellicidia
Bellicidia is een monotypisch geslacht van korstmossen behorend tot de familie Ramalinaceae. De bevat alleen Bellicidia incompta.